# Bande (België)
Bande is een dorp in de Belgische provincie Luxemburg en een deelgemeente van de gemeente Nassogne. Het is bekend als de plaats waar op 24 december 1944 het bloedbad van Bande plaatsvond. Tijdens het Ardennenoffensief zijn toen 34 mensen uit de streek door de nazi's vermoord. Een monument langs de N4 gedenkt die oorlogsmisdaad.

## Demografische ontwikkeling
- Bron: NIS; Opm:1831 t/m 1970=volkstellingen; 1976=inwoneraantal op 31 december

Deelgemeenten: Ambly · Bande · Forrières · Grune · Harsin · Lesterny · Masbourg · Nassogne

Overige dorpen: Charneux · Chavanne · Mormont

Belgische gemeenten · Arrondissement Marche-en-Famenne · Luxemburg · Wallonië